# تاج‌آباد پایین
تاج‌آباد پایین یا تاج آبادسفلی روستایی از توابع شهرستان بهار در استان همدان است. جمعیت روستا بر طبق نتایج سرشماری نفوس و مسکن در سال ۱۳۸۵ برابر ۱۸۵۵ نفر بوده‌است و بر اساس اطلاعات دقیق و سرشماری دهیاری ۲۳۲۰ نفر می‌باشد.

## موقعیت و وجه‌تسمیه
روستای تاج‌آباد پایین (تاج‌آبادسفلی)البته پس از انقلاب اسلامی ۱۳۵۷ نام این روستا به رسول آباد سفلی ( پایین) تغییر یافت که هنوز هم اهالی بومی یا برخی از مردم اطراف آن را به نام تاج آباد سفلی میشناسند در غرب استان همدان و شهرستان بهار و در شرق گردنهٔ اسدآباد و در نزدیکی جادهٔ همدان به کرمانشاه قرار گرفته‌است. زبان مردم روستا کردی است، از این رو نام معابر روستا، که بیشتر برگرفته از نام کتب مشاهیر جهانست، به سه زبان انگلیسی، کردی و فارسی نوشته شده‌است. از جاذبه‌های دیدنی آن کاروانسرای شاه‌عباسی تاج‌آباد قابل ذکر است.که این کاروان سرا جزو اولین کاروان سراهای دوران صفوی دارد 
در لغت‌نامه دهخدا دربارهٔ این روستا مطالب زیر وجود دارد:
تاج‌آباد. (اِخ) دهی ازدهستان چهاربلوک بخش سیمینه رود شهرستان همدان ۲۸ هزارگزی جنوب باختری قصبهٔ بهار هزارگزی جنوب شوسهٔ همدان به کرمانشاه کوهستانی، سردسیر دارای ۱۳۰۰ تن سکنه می‌باشد. آب از چشمه محصول آن غلات انگور، شغل اهالی زراعت گله داری. صنایع دستی آن قالی بافی می‌باشد. راه در فصل خشکی اتومبیل رو، در دو محل به فاصلهٔ چهار هزار گز تاج‌آباد بالا و تاج‌آباد پائین نامیده می‌شوند، سکنهٔ پایین آن ۸۹۶ تن است. (فرهنگ جغرافیایی ایران ج ۵).

## نگارخانه

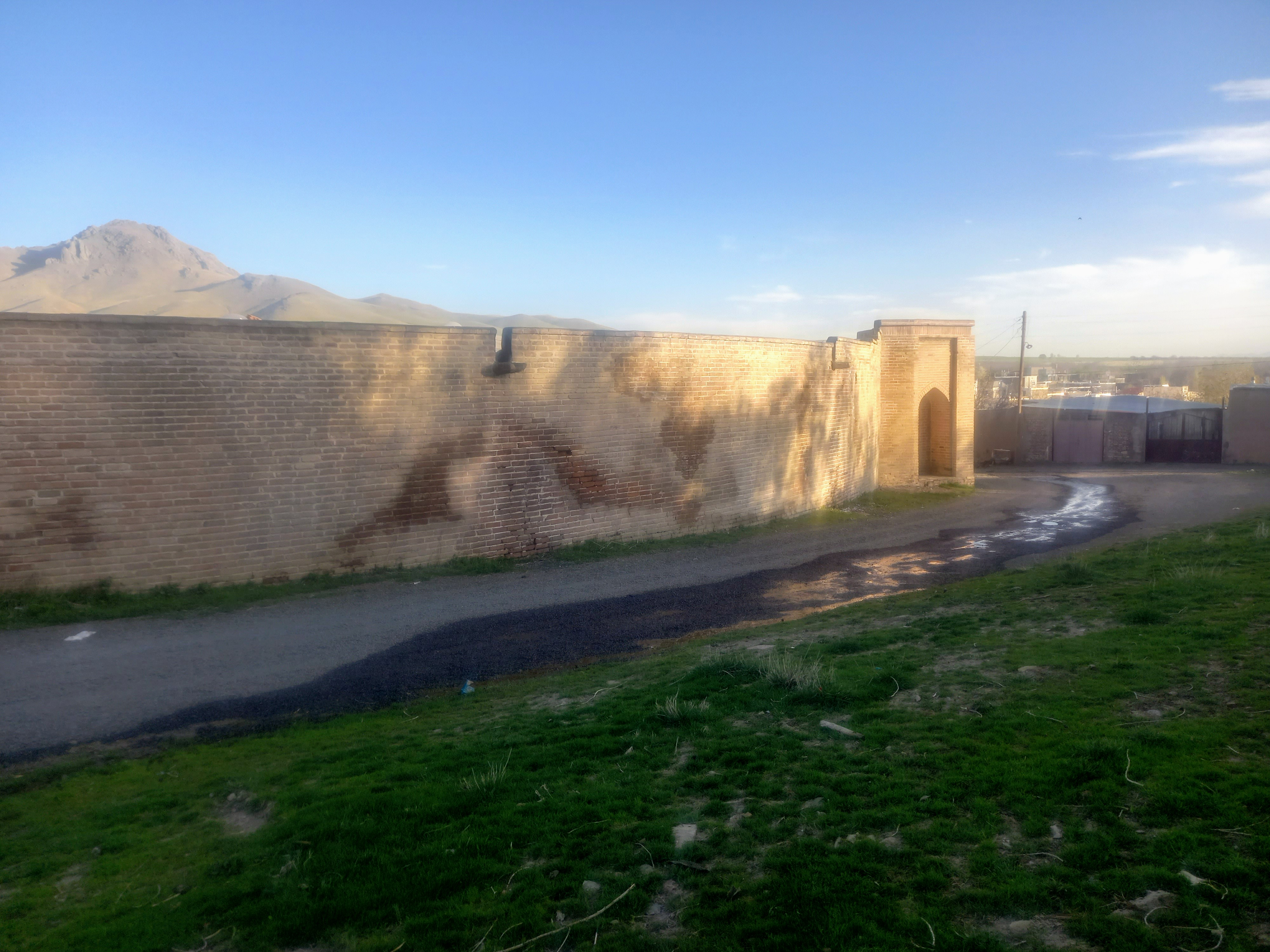
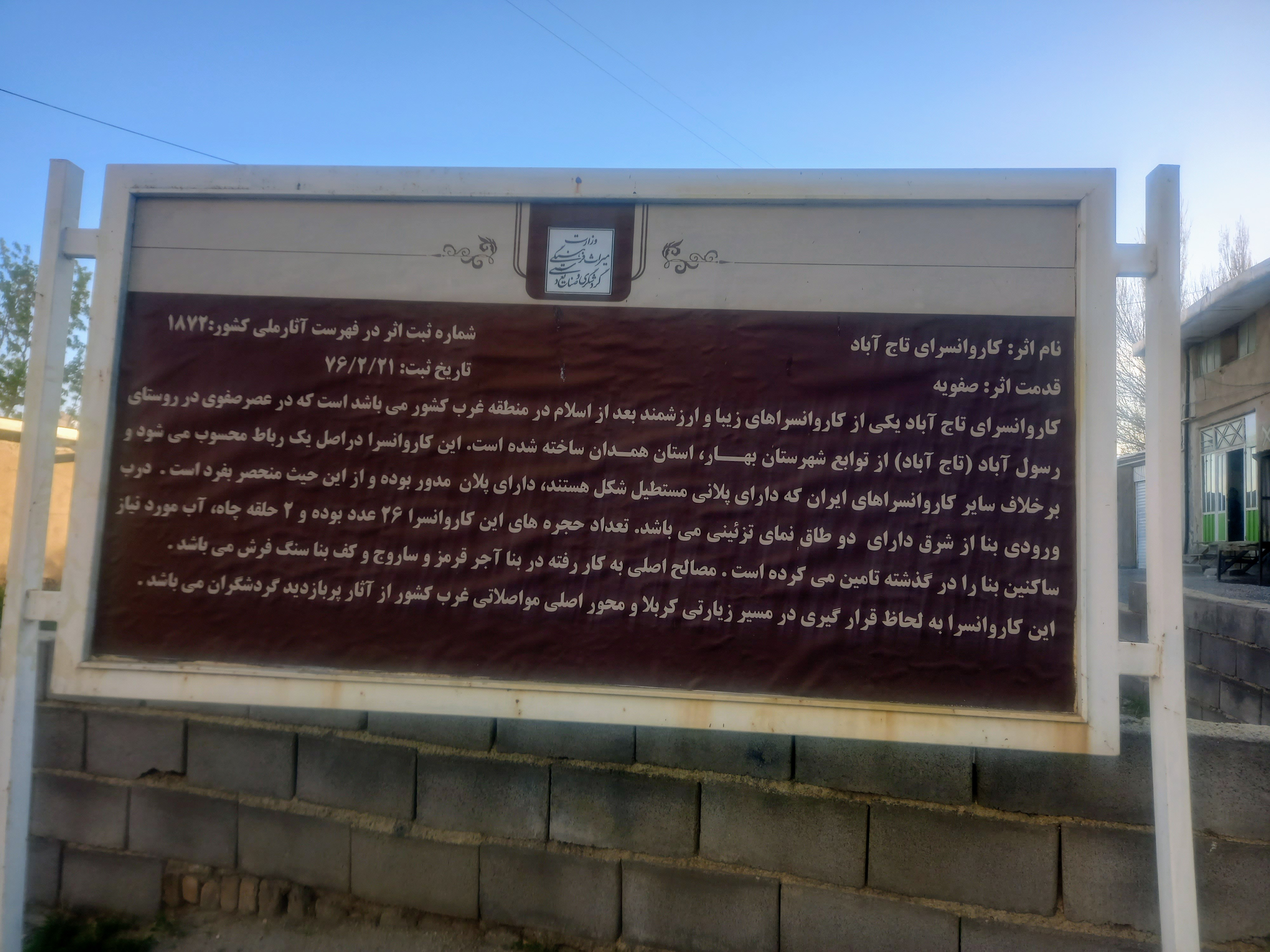
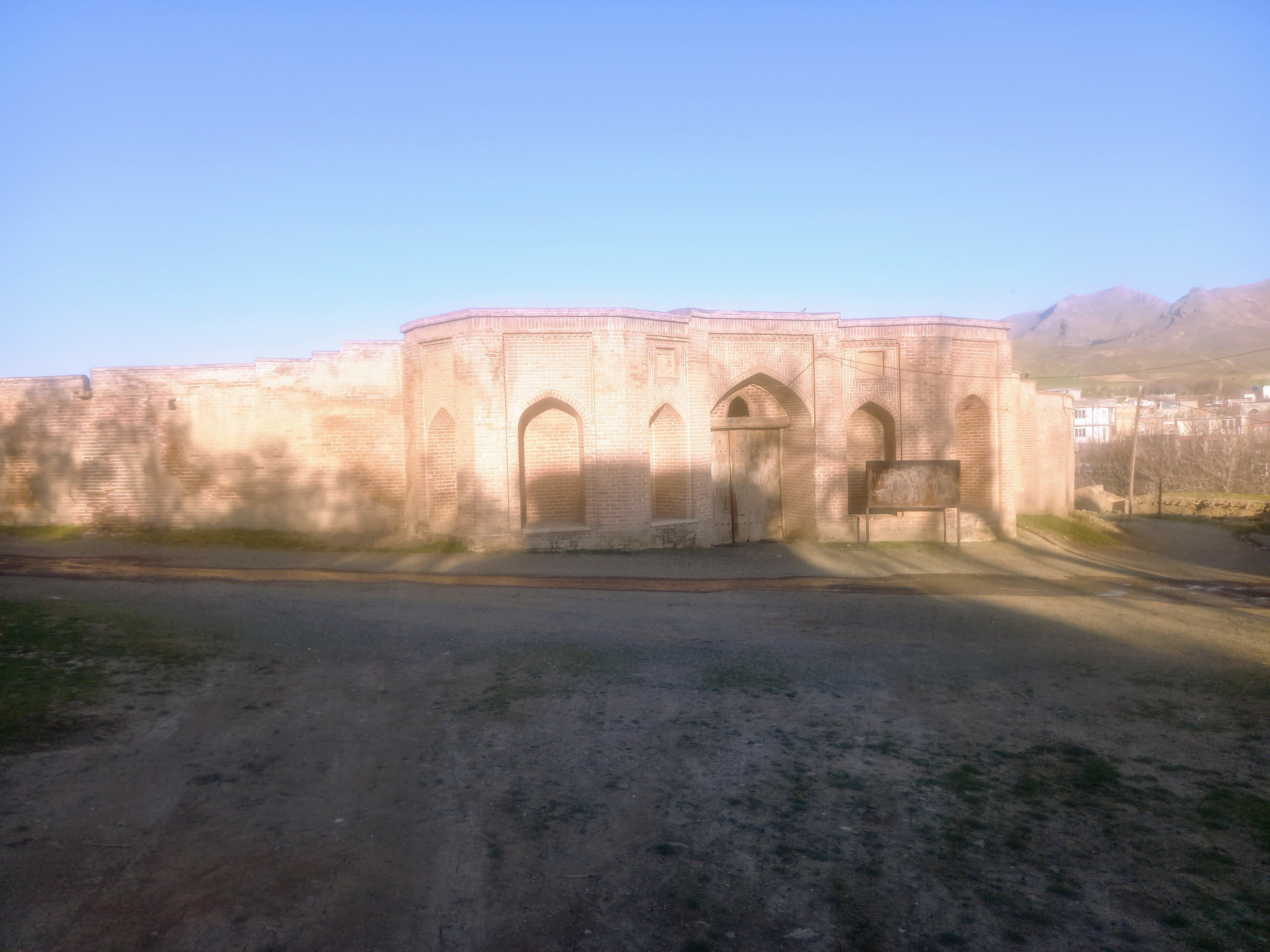
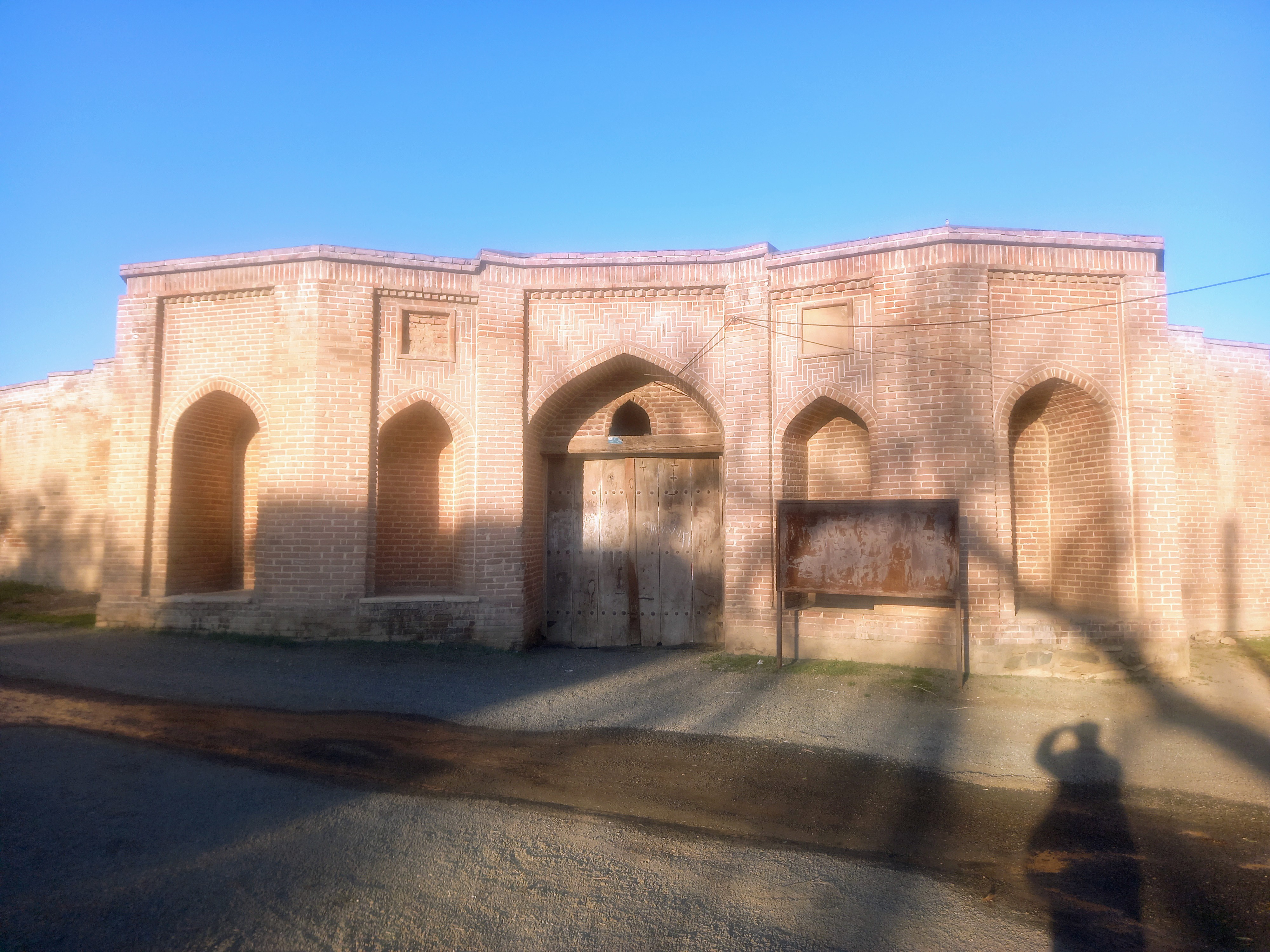